# Set the World on Fire Tour
Set the World on Fire Tour foi a quinta digressão da cantora Alicia Keys, como promoção do álbum Girl on Fire. A digressão foi anunciada em novembro de 2012, sendo então apresentadas as datas na Europa. Em janeiro de 2013, a cantora anuncia as datas da digressão na América do Norte e anuncia Miguel como convidado especial da turnê norte-americana.

## Atos de Abertura
- América do Norte - Miguel[5]
- Lisboa - André Henriques

## Convidados Especiais
- Kendrick Lamar (Los Angeles) (cantou "Poetic Justice" com Alicia Keys)

## Set List
1. Streets of NY/Empire (Intro)
2. Karma
3. You Don't Know My Name
4. Tears Always Win
5. Listen To Your Heart
6. Like You'll Never See Me Again
7. A Woman's Worth
8. Diary/ Love You Down
9. Un-Thinkable (I'm Ready)
10. Try Sleeping with a Broken Heart
11. 101
12. Fallin'
13. When It's All Over
14. Limitedless/ Murder She Wrote
15. Fire We Make
16. Unbreakable
17. Not Even The King
18. If I Ain't Got You
19. Brand New Me
20. No One
21. New Day
22. Girl On Fire
23. Empire (Encore)
24. Hallelujah Outro

## Datas
| Datas                  | Cidade           | País             | Local                            |
| ---------------------- | ---------------- | ---------------- | -------------------------------- |
| América do Norte       |                  |                  |                                  |
| 7 de março de 2013     | Seattle          | Estados Unidos   | Wamu Theater                     |
| 8 de março de 2013     | Vancouver        | Canadá           | Rogers Arena                     |
| 10 de março de 2013    | Oakland          | Estados Unidos   | Oracle Arena                     |
| 12 de março de 2013    | Los Angeles      | Estados Unidos   | Staples Center                   |
| 13 de março de 2013    | San Diego        | Estados Unidos   | Valley View Casino Center        |
| 15 de março de 2013    | Las Vegas        | Estados Unidos   | Mandalay Bay Events Center       |
| 17 de março de 2013    | Grand Prairie    | Estados Unidos   | Verizon Theatre                  |
| 18 de março de 2013    | Houston          | Estados Unidos   | Toyota Center                    |
| 21 de março de 2013    | Nova Orleães     | Estados Unidos   | New Orleans Arena                |
| 23 de março de 2013    | Miami            | Estados Unidos   | American Airlines Arena          |
| 24 de março de 2013    | Tampa            | Estados Unidos   | Tampa Bay Times Forum            |
| 27 de março de 2013    | Southaven        | Estados Unidos   | Landers Center                   |
| 29 de março de 2013    | Atlanta          | Estados Unidos   | Philips Arena                    |
| 30 de março de 2013    | Greensboro       | Estados Unidos   | Greensboro Coliseum              |
| 2 de abril de 2013     | Toronto          | Canadá           | Air Canada Centre                |
| 3 de abril de 2013     | Montreal         | Canadá           | Bell Centre                      |
| 5 de abril de 2013     | Nova Iorque      | Estados Unidos   | Barclays Center                  |
| 6 de abril de 2013     | Mashantucket     | Estados Unidos   | MGM Grand at Foxwoods            |
| 10 de abril de 2013    | Boston           | Estados Unidos   | Agganis Arena                    |
| 11 de abril de 2013    | Nova Iorque      | Estados Unidos   | Madison Square Garden            |
| 13 de abril de 2013    | Atlantic City    | Estados Unidos   | Ovation Hall at Revel Casino     |
| 14 de abril de 2013    | Washington       | Estados Unidos   | Verizon Center                   |
| 17 de abril de 2013    | Detroit          | Estados Unidos   | Joe Louis Arena                  |
| 18 de abril de 2013    | Chicago          | Estados Unidos   | United Center                    |
| Europa                 |                  |                  |                                  |
| 18 de maio de 2013     | Liverpool        | Inglaterra       | Echo Arena                       |
| 19 de maio de 2013     | Newcastle        | Inglaterra       | Metro Radio Arena                |
| 21 de maio de 2013     | Belfast          | Irlanda do Norte | Odyssey Arena                    |
| 22 de maio de 2013     | Dublin           | Irlanda          | The O2                           |
| 24 de maio de 2013     | Manchester       | Inglaterra       | Manchester Arena                 |
| 25 de maio de 2013     | Birmingham       | Inglaterra       | National Indoor Arena            |
| 28 de maio de 2013     | Nottingham       | Inglaterra       | Capital FM Arena                 |
| 30 de maio de 2013     | Londres          | Inglaterra       | The O2 Arena                     |
| 31 de maio de 2013     | Londres          | Inglaterra       | The O2 Arena                     |
| 2 de junho de 2012     | Esch-sur-Alzette | Luxemburgo       | Rockhal                          |
| 4 de junho de 2013     | Frankfurt        | Alemanha         | Festhalle Frankfurt              |
| 5 de junho de 2013     | Cologne          | Alemanha         | Lanxess Arena                    |
| 7 de junho de 2013     | Amesterdão       | Países Baixos    | Ziggo Dome                       |
| 8 de junho de 2013     | Antuérpia        | Bélgica          | Sportpaleis                      |
| 10 de junho de 2013    | Hamburgo         | Alemanha         | O2 World                         |
| 12 de junho de 2013    | Praga            | Chéquia          | O2 Arena                         |
| 13 de junho de 2013    | Viena            | Áustria          | Wiener Stadthalle                |
| 15 de junho de 2013    | Zurique          | Suíça            | Hallenstadion                    |
| 16 de junho de 2013    | Munique          | Alemanha         | Olympiahalle                     |
| 21 de junho de 2013    | Mónaco           | Mónaco           | Salle Des Etoiles                |
| 22 de junho de 2013    | Marselha         | França           | Dôme de Marseille                |
| 24 de junho de 2013    | Paris            | França           | Palais Omnisports de Paris-Bercy |
| 25 de junho de 2013    | Paris            | França           | Palais Omnisports de Paris-Bercy |
| 28 de junho de 2013    | Lisboa           | Portugal         | Pavilhão Atlântico               |
| 30 de junho de 2013    | Poznań           | Polónia          | City Stadium                     |
| 2 de Julho de 2013     | Istanbul         | Turquia          | Istanbul Jazz Festival           |
| Asia                   |                  |                  |                                  |
| 4 de Julho de 2013     | Tel Aviv         | Israel           | Nokia Arena                      |
| América do sul         |                  |                  |                                  |
| 12 de Setembro de 2013 | São Paulo        | Brasil           | Espaço das Américas              |
| 15 de Setembro de 2013 | Rio de Janeiro   | Brasil           | Cidade do Rock / Rock in Rio V   |
| 17 de Setembro de 2013 | Porto Alegre     | Brasil           | Auditório Araújo Viana           |